# Unut
Unut (auch Wenut) ist eine altägyptische Göttin, die bereits in der frühdynastischen Zeit belegt ist. Sie verkörperte ab dem Alten Reich als Auge des Re die Kronengöttinnen Nechbet und Wadjet sowie Isis und Hathor.

## Mythologische Verbindungen
In der frühdynastischen Zeit ist Unut mit dem Ausspruch „Der Einzige (Wˁ) lässt sein Auge heil sein“ bezeugt. Sie repräsentierte nach der Reichseinigung die Nebti-Göttinnen, die der König dem Sonnengott Re darbringt. Sie war am Kopf „ihres Herrn“ Re zwischen der unterägyptischen und der oberägyptischen Krone befestigt. Im Gegenzug wurde Unut von Re symbolisch an der Krone des Königs (Pharao) als sein Herrschaftszeichen angebracht.
Die Stimmen der Verstorbenen vereinigten sich in ihr und sprachen durch sie. Ergänzend vollzog Unut mit dem Verstorbenen das Ritual der Lösung. Im Rahmen des königlichen Himmelsaufstieges festigte sie den Kopf des verstorbenen Herrschers.

## Geografischer Bezug
Unut stammt ursprünglich aus dem 15. oberägyptischen Hasengau, wo sie als Schutzgöttin und „Herrin von Wenu“, dem späteren Hermopolis Magna verehrt wurde. Bereits in der 4. Dynastie ist sie auf einer der bekannten Dreiheit dargestellt, die den König Mykerinos zusammen mit der Göttin Hathor und abwechselnden Gaugöttinnen zeigen, so auch mit Unut.

## Darstellungen
Dargestellt wurde Unut unter anderem als hasenköpfiger Mensch, der zwei Messer in den Händen hält. Ihr heiliges Tier war der Wüstenhase. In weiteren Darstellungen tauchte sie als Löwe sowie menschengestaltig oder als Mumie mit Hasenkopf auf. Die Bedeutung von Unut ist zudem früh in der Gottheit Thot aufgegangen.